# Hilton Chicago

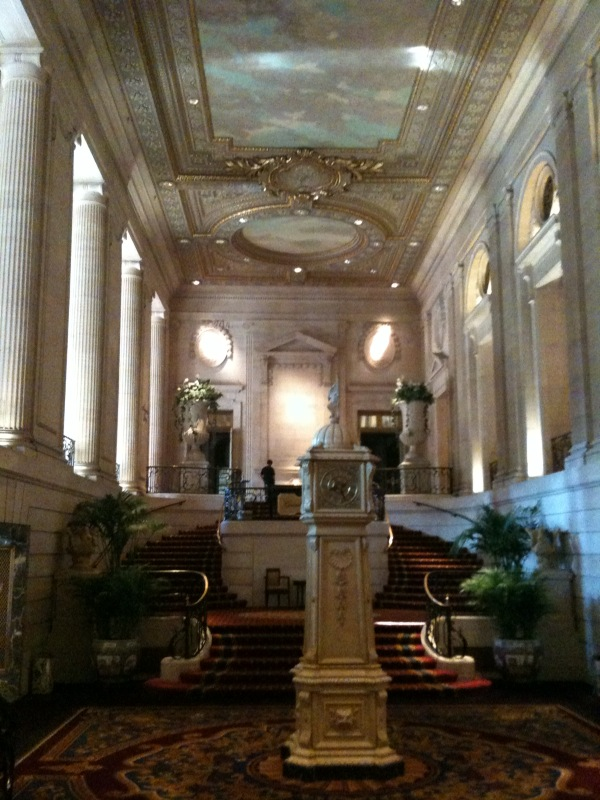
Intérieur du Hilton Chicago

Le Hilton Chicago est un célèbre hôtel de luxe de Chicago (États-Unis). L'hôtel se situe dans le secteur du Loop, au 720 S. Michigan Avenue juste à côté du Blackstone Hotel, un autre hôtel prestigieux de la ville. Le Hilton est un point de repère qui domine Grant Park, le lac Michigan, et le Museum Campus. Il est le troisième plus grand hôtel de Chicago par le nombre de chambres et possède la plus grande salle de réunion de tous les hôtels de la région de Chicago.
L'hôtel est de style Beaux-Arts et fut conçu par le cabinet d'architecte Holabird and Root.
Il possède 1 544 chambres dont 90 suites et trois restaurants.
Le Hilton Chicago a abrité tous les présidents des États-Unis depuis son ouverture en 1927. Il a abrité également de nombreuses célébrités telles que Tony Blair, Ray Charles, Cher, Joe DiMaggio, Alan Greenspan, Bob Hope, James Earl Jones, Luciano Pavarotti, Frank Sinatra, John Travolta ou encore Hu Jintao,.